# Sidoniusz
Sidoniusz także łac. Sidonius, Sedonius, Sydonius (zm. 4 lipca 760) – duchowny Kościoła rzymskokatolickiego, biskup Konstancji (746–760), opat klasztoru Reichenau (746–760).

## Życiorys
Po raz pierwszy Sidoniusz jest wzmiankowany w roku 746, w którym objął funkcje biskupa Konstancji i opata klasztoru Reichenau. Przedtem miał być mnichem w klasztorze Reichenau, co jednak podawane jest w wątpliwość.
W 757 roku był w Compiègne, gdzie podpisał przywilej arcybiskupa Austrazji Chrodeganga z Metzu (712/715–766) dla opactwa Gorze. Uczestniczył tam najprawdopodobniej w zjeździe (niem. Reichssynode).
W 759 roku, w procesie przyłączenia Alamanów do państwa frankijskiego, doprowadził wraz z hrabiami Warynem i Ruodhardem do usunięcia z urzędu pierwszego opata opactwa Sankt Gallen Otmara (689–759), po czym podporządkował St. Gallen swojej diecezji.
Zmarł 4 lipca 760 roku najprawdopodobniej na wyspie Reichenau i został pochowany w kościele przyklasztornym.